# Synnotum aegyptiacum
Synnotum aegyptiacum är en mossdjursart som först beskrevs av Jean Victor Audouin 1826.  Synnotum aegyptiacum ingår i släktet Synnotum och familjen Epistomiidae. Inga underarter finns listade i Catalogue of Life.